# 아르메니아 원자력 발전소

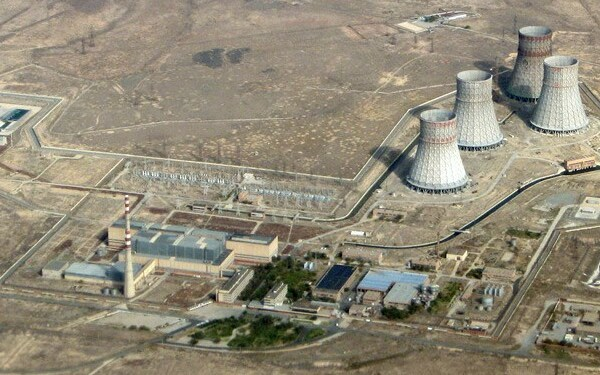
아르메니아 원자력 발전소

아르메니아 원자력 발전소(아르메니아어: Հայկական ատոմային էլեկտրակայան)는 아르메니아 예레반에서 36km 서쪽으로 떨어진 원자력 발전소로 남캅카스의 유일한 원전이다. 소련 시절에 건설됐다.